# 냐토렌트
냐토렌트(영어: Nyaa Torrents, 고양이 울음소리의 일본 의성어 이름)는 동아시아(일본어, 중국어 및 한국어) 미디어에 중점을 둔 비트토렌트 웹사이트다. 가장 큰 공개 일본 애니메이션 전용 비트토렌트 트래커 중 하나다.

## 역사
2011년에는 사이트의 일부 사용자가 저작권 침해로 고소를 당했다. 이 사이트는 2014년 9월 초 대규모 DDoS 공격의 표적이 되었다.
2017년 5월 1일에 .se, .eu 및 .org 도메인 이름이 비활성화되었으며 나중에 사이트 운영자가 소유자가 자발적으로 삭제했음을 확인했다. 다음 주에는 Nyaa 코드와 토렌트 데이터베이스를 부분적으로 기반으로 하는 여러 포크 가 시작되었으며 각각 이름에 "nyaa"가 사용되었다.
Nyaa를 둘러싼 커뮤니티에서 게시한 공식 FAQ에는 2016년에서 2017년 5월 사이의 일부 데이터가 손실되었으며 해당 기간 동안 Nyaa 데이터베이스의 상태가 좋은 백업이 없었다고 한다.
2017년 6월, 토렌트프리크는 독일에 기반을 둔 Goodlabs가 사용자가 맬웨어를 다운로드하도록 하기 위해 .eu 사이트의 가짜 버전을 게시했다고 보고했다. 이 웹사이트는 사용자가 피해자의 컴퓨터에 접속하기 위해 "무료 바이너리 클라이언트"를 다운로드하도록 권장했다.
2018년 4월 Cloudflare는 Nyaa에 대한 서비스를 종료했다. Cloudflare에 따르면 "해적 사이트는 회사의 남용 신고 시스템 운영을 방해하고 방해하려고 시도했다."고 한다.
2020년에 델리 고등 법원이 원고인 디즈니 인디아에 유리한 결정을 내린 후 다른 해적 스트리밍 및 토렌트 웹사이트와 함께 인도에서 이 사이트가 차단되었다. 법원 명령은 디즈니가 명령에 있는 것 이외의 저작권을 침해하는 웹사이트에 대해 추가 금지를 요청할 수 있음을 의미하는 "동적" 차단을 제공했다.
2021년 3월, 현재 남아있는 포크는 .si 뿐이다.

## 웹사이트
이 사이트에는 비디오 소스 규칙이 있다. 예를 들어 DVD 비디오는 1024×576으로 제한되고 UHD는 3840×2160p 이상으로 제한된다. 동영상의 원본 품질을 유지하기 위한 것이다.
사용자는 워터마크를 추가하거나 품질을 더 나쁜 비디오 코덱으로 낮출 수 없다. 지속적으로 "쓰레기 게시"하면 금지될 수 있다. 콘텐츠 제한에는 중국, 일본 및 한국의 콘텐츠만 포함된다.

### 카테고리
카테고리는 애니메이션, 오디오, 문학, 라이브 액션, 사진 및 소프트웨어로 나뉜다. 예를 들어 오디오는 무손실 및 손실로 나뉜다.
사용자는 또한 리메이크가 없고 신뢰할 수 있는(업로더) 토렌트를 필터링하는 필터를 사용할 수도 있다.

### 엔트리
업로드는 녹색, 빨간색, 주황색 및 회색 항목으로 나뉜다. 녹색 항목은 신뢰할 수 있는 사용자가 업로드한 토렌트다. 빨간색 항목(리메이크)은 다음 중 하나와 일치하는 토렌트다.
- 원래 릴리스의 재인코딩.
- 하드 구독 또는 수정 목적으로 다른 업로더의 원래 릴리스를 리먹스한다.
- 원본이 아닌 파일 이름을 사용하여 원본 릴리스를 재업로드한다.
- 누락되거나 관련 없는 추가 파일이 있는 원본 릴리스를 재업로드한다.

주황색 항목은 전체 시리즈의 일괄 처리이고 회색 항목은 숨겨진 토렌트다.

## 같이 보기
- 파이러트베이